# Dabrony
Dabrony is een plaats (község) en gemeente in het Hongaarse comitaat Veszprém. Dabrony telt 403 inwoners (2001).